# كأس أوكرانيا 2015–16
كأس أوكرانيا 2015–16 (بالأوكرانية: Кубок України з футболу 2015—2016)‏ هو الموسم 25 من كأس أوكرانيا. أقيم خلال الفترة 22 يوليو 2015 وحتى 21 مايو 2016، وأشرف على تنظيمه اتحاد أوكرانيا لكرة القدم، وكان عدد الأندية المشاركة فيه 45، وفاز فيه نادي شاختار دونيتسك.